# Андреа дель Верроккьо
Андре́а дель Верро́ккьо (итал. Andrea del Verrocchio), настоящее имя Андреа ди Микеле ди Франческо ди Чоне  (итал. Andrea di Michele di Francesco di Cione; 1435, Флоренция, Флорентийская республика — 10 октября 1488, Венеция, Венецианская республика) — скульптор, бронзолитейщик, живописец и художник-ювелир раннего итальянского Возрождения (период кватроченто) Флорентийской школы. Работал главным образом во Флоренции по заказам семьи Медичи. Мастерская Верроккьо имела громкую славу.
Среди учеников мастерской были Сандро Боттичелли, Пьетро Перуджино, Леонардо да Винчи, Лоренцо ди Креди, Доменико Гирландайо, Франческо Боттичини, Франческо ди Симоне Ферруччи, Бартоломео делла Гатта и Лука Синьорелли. Верроккьо сыграл важную роль в экспериментировании с различными материалами и техниками во Флоренции в конце XV века, и его мастерская стала универсальной, предлагая произведения живописи, скульптуры, ювелирного дела и разнообразных декоративных работ, чтобы удовлетворять спрос на флорентийские изделия со всей Италии. Наибольшее значение он получил как скульптор, и его последняя работа, конный монумент Бартоломео Коллеони в Венеции, считается шедевром..

## Биография
Андреа дель Верроккьо родился и работал во Флоренции в приходе Сант-Амброджо. Его мать Джемма родила восьмерых детей, и Андреа был пятым. Его отец, Микеле ди Чоне, был производителем облицовочной плитки, а затем сборщиком налогов. Своё имя «del Verrocchio» (от Верроккьо) Андреа взял в память своего первого учителя рисования, флорентийского ювелира по имени Джулиано Веррокки (Giuliano Verrocchi).
Андреа так и не женился и был вынужден сам обеспечивать некоторых своих братьев и сестёр из-за денежных проблем в семье. Его известность значительно возросла, когда он был принят при дворе Пьеро и Лоренцо Медичи, где оставался до нескольких лет до своей смерти, после чего переехал в Венецию, сохранив при этом свою флорентийскую мастерскую. Он был универсальным мастером и очень рано начал участвовать в конкурсах и коллективных работах. Его первым значительным заказом стала скульптурная группа «Неверие Фомы» для церкви Орсанмикеле (1466), а в следующем году он выполнил надгробие Козимо Медичи Старого в сакристии Сан-Лоренцо.
Верроккьо, очевидно, учился живописи у Филиппо Липпи. На него также оказал влияние молодой Сандро Боттичелли. После смерти Донателло в 1466 году мастерская Верроккьо стала получать больше скульптурных заказов (конкуренция художников в ренессансной Флоренции была высока).
В начале 1470-х годов Верроккьо совершил путешествие в Рим, где сделал рельеф для погребального памятника Франческo Торнабуони в церкви Санта-Мария-сопра-Минерва (ныне находится в музее Барджелло). В 1474 году он выполнил погребальный памятник кардиналу Никколо Фортегуeрри для собора Пистои, но оставил его незавершённым.
В 1472 году Андреа был принят в Гильдию Святого Луки в качестве «живописца и гравёра» (dipintore e intagliatore). Около 1475 года он написал картину «Крещение Христа» для церкви Сан-Сальви; в 1474 году — «Мадонну со святыми» для Донато Медичи в Пистое. Первую картину закончил Леонардо да Винчи, вторую — Лоренцо ди Креди.
«Крещение Христа» (теперь в галерее Уффици во Флоренции) было написано в 1474—1475 годах. В этой работе Верроккьо помогал Леонардо да Винчи, тогда ещё младший ученик его мастерской, он написал ангела слева и часть фона выше. По словам Джорджо Вазари, Андреа «решил никогда больше не прикасаться к кисти», потому что Леонардо, его ученик, намного превзошёл его. Однако исследователи считают эту историю апокрифической.
В то же время он работал над бронзовой статуей Давида. По легенде для статуи Давида скульптору позировал его молодой ученик Леонардо да Винчи. На лице бронзового Давида играет своеобразная полуулыбка, впоследствии ставшая отличительной особенностью стиля Леонардо. Изящная статуя, выполненная из бронзы, стала символом гуманистической ренессансной культуры. Она предназначалась для виллы Медичи, которую начал строить в Риме Бартоломео Амманати по заказу Фердинандо Медичи, однако Лоренцо и Джулиано продали её в 1476 году синьории в Палаццо Веккьо во Флоренции.
В 1479 году Верроккьо участвовал в конкурсе, объявленном Венецианской республикой на выполнение конной статуи кондотьера Бартоломео Коллеони (1400—1475), предназначенной для Кампо Санти-Джованни-э-Паоло. Верроккьо выполнил моделло (эскиз) из дерева и чёрной кожи и в 1483 году выиграл конкурс. Получив заказ, он начал работу в своей мастерской над моделью из воска, а в 1486 году приехал в Венецию, чтобы следить за отливкой статуи из бронзы. Однако, не завершив начатое, художник скончался 10 октября 1488 года. Согласно его завещанию статую должен был отлить его ученик, флорентиец Лоренцо ди Креди — однако городской совет передал работу венецианцу Алессандро Леопарди, также участвовавшему в конкурсе, — который и закончил работу в 1496 году.
Памятник Коллеони, безусловно, навеян не только конной статуей Гаттамелаты работы Донателло, сделанной, в свою очередь, по образцу античной статуи Марка Аврелия в Риме (175 г. н. э.), но и других античных образцов. «В то же время индивидуальный стиль Верроккьо был тесно связан с готикой, его отличала тенденция к мелкой ювелирной проработке графических деталей на поверхности объёма, создающих ощущение измельчённости и дробности формы. В сравнении с подобной изощрённостью стиль великого предшественника Верроккьо, также флорентийца, скульптора Донателло, кажется бесконечно простым и более классичным».

## В истории культуры
Верроккьо стал одним из персонажей телесериала «Леонардо», где его сыграл Джанкарло Джаннини.

## Галерея

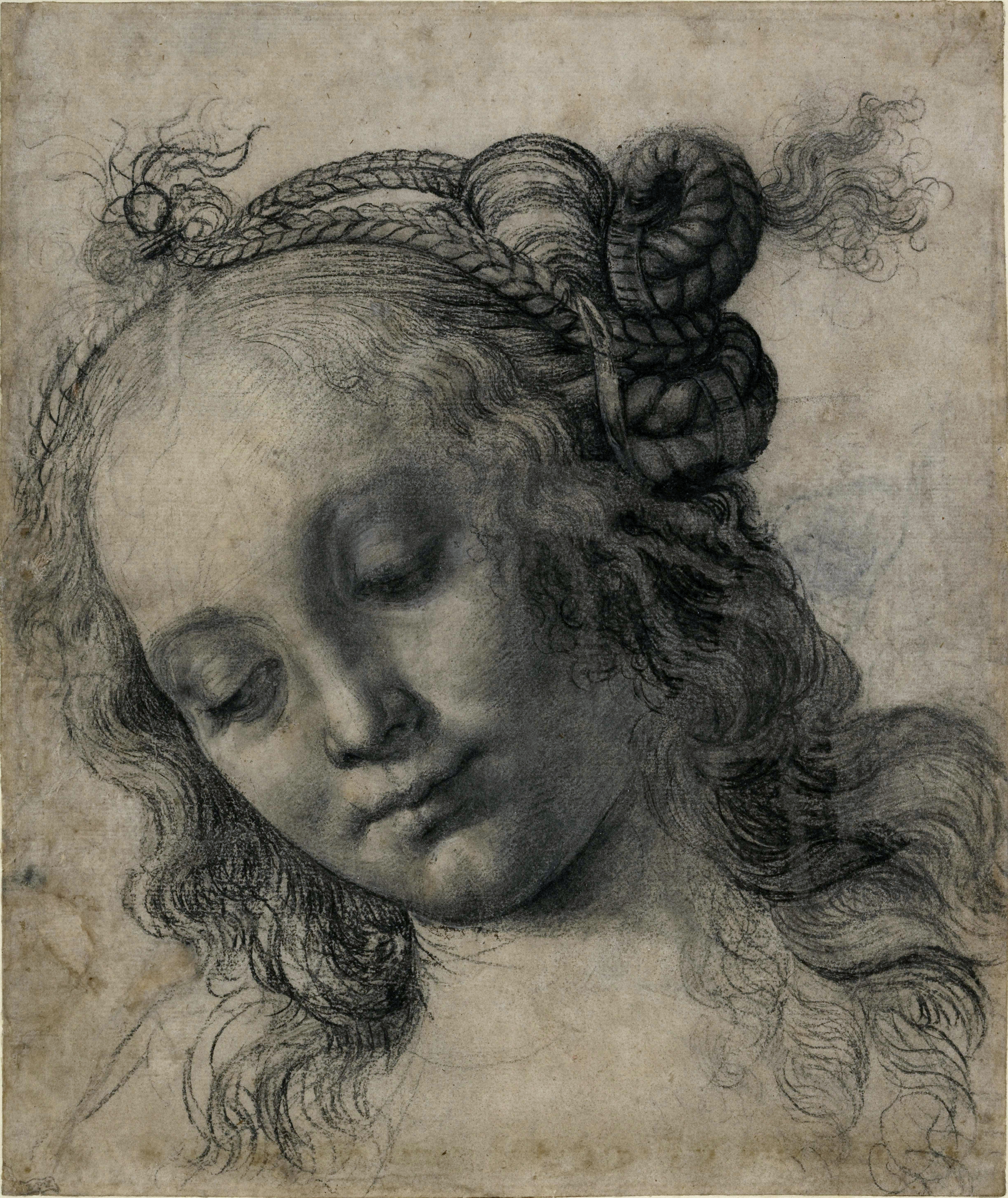
Голова женщины, эскиз для нимфы Венеры. Ок. 1475. Бумага, итальянский карандаш, перо, тушь, белила. Британский музей, Лондон
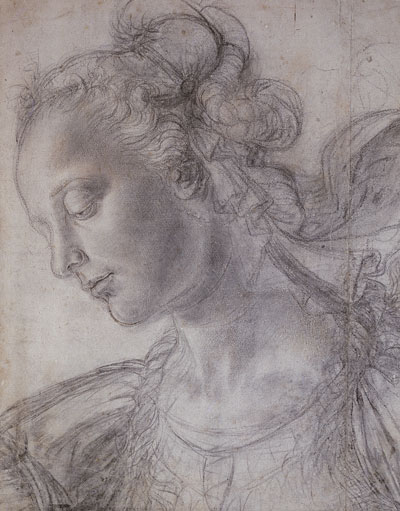
Этюд молодой женщины. Бумага, серебряный штифт. Картинная галерея Крайст-Чёрч, Оксфорд, Англия
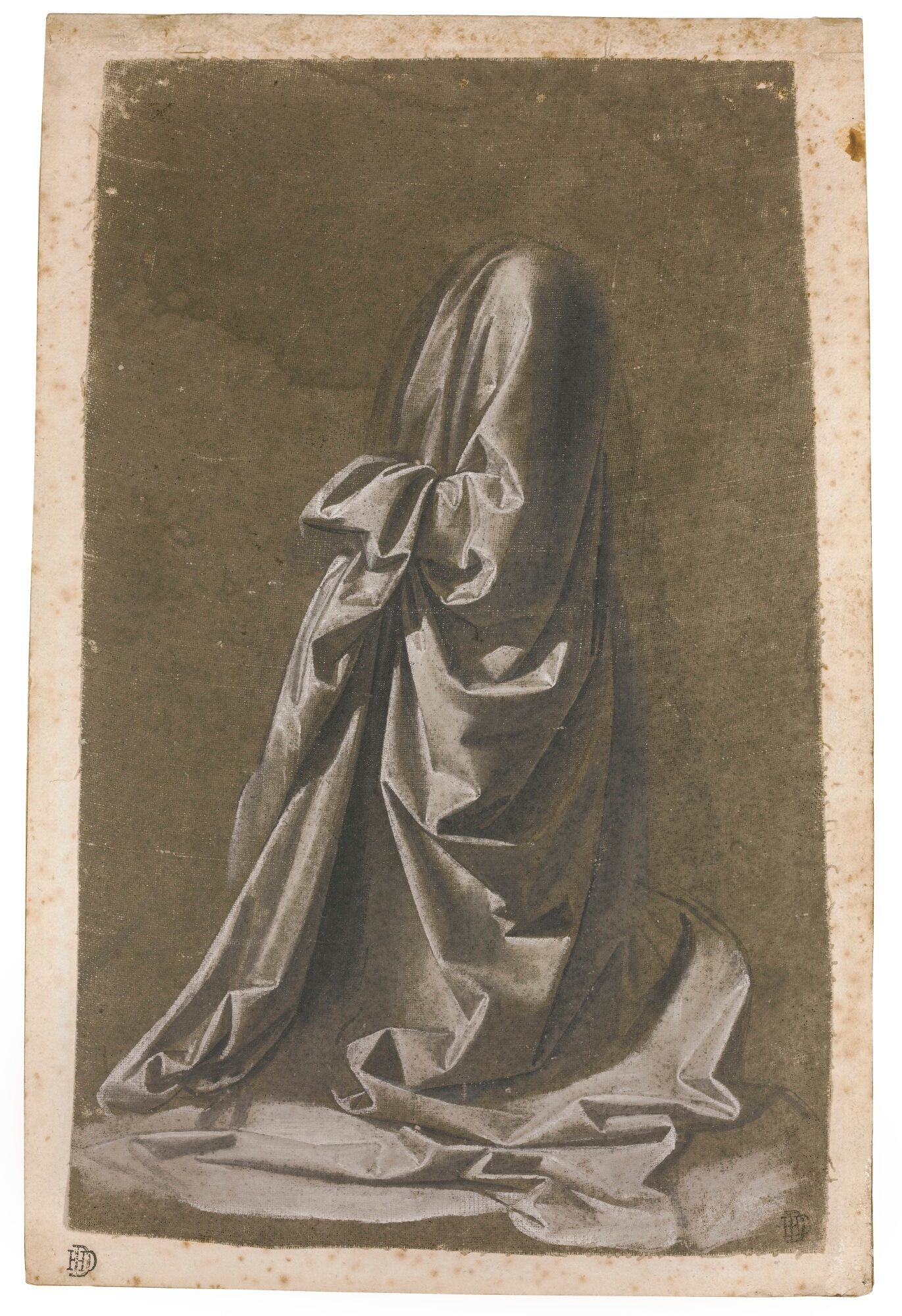
Эскиз драпировки. Мастерская. Ок. 1470. Бумага, уголь, мел. Британский музей, Лондон
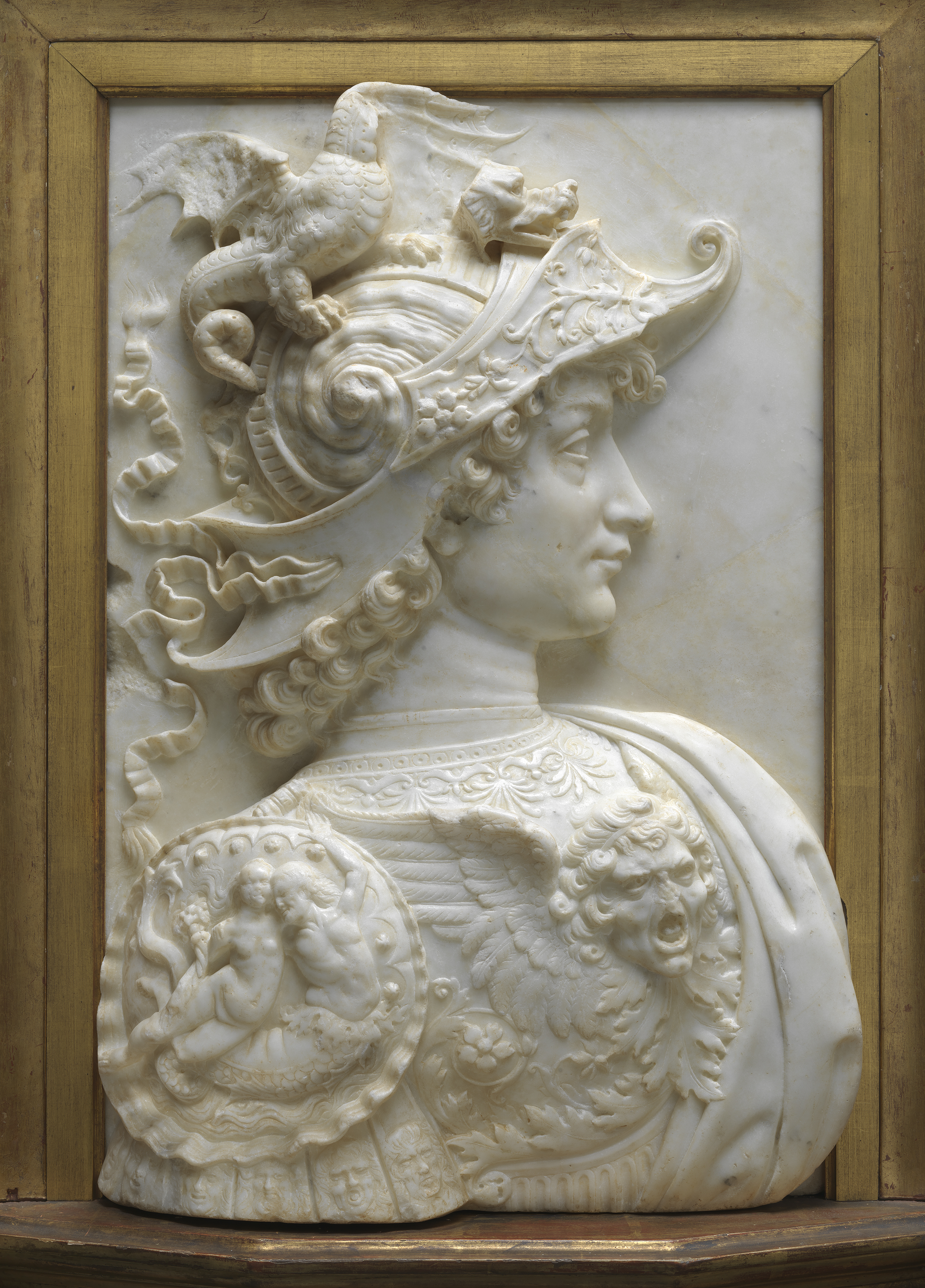
Александр Великий. Мастерская. Между 1483 и 1485. Мрамор. Национальная галерея искусства, Вашингтон
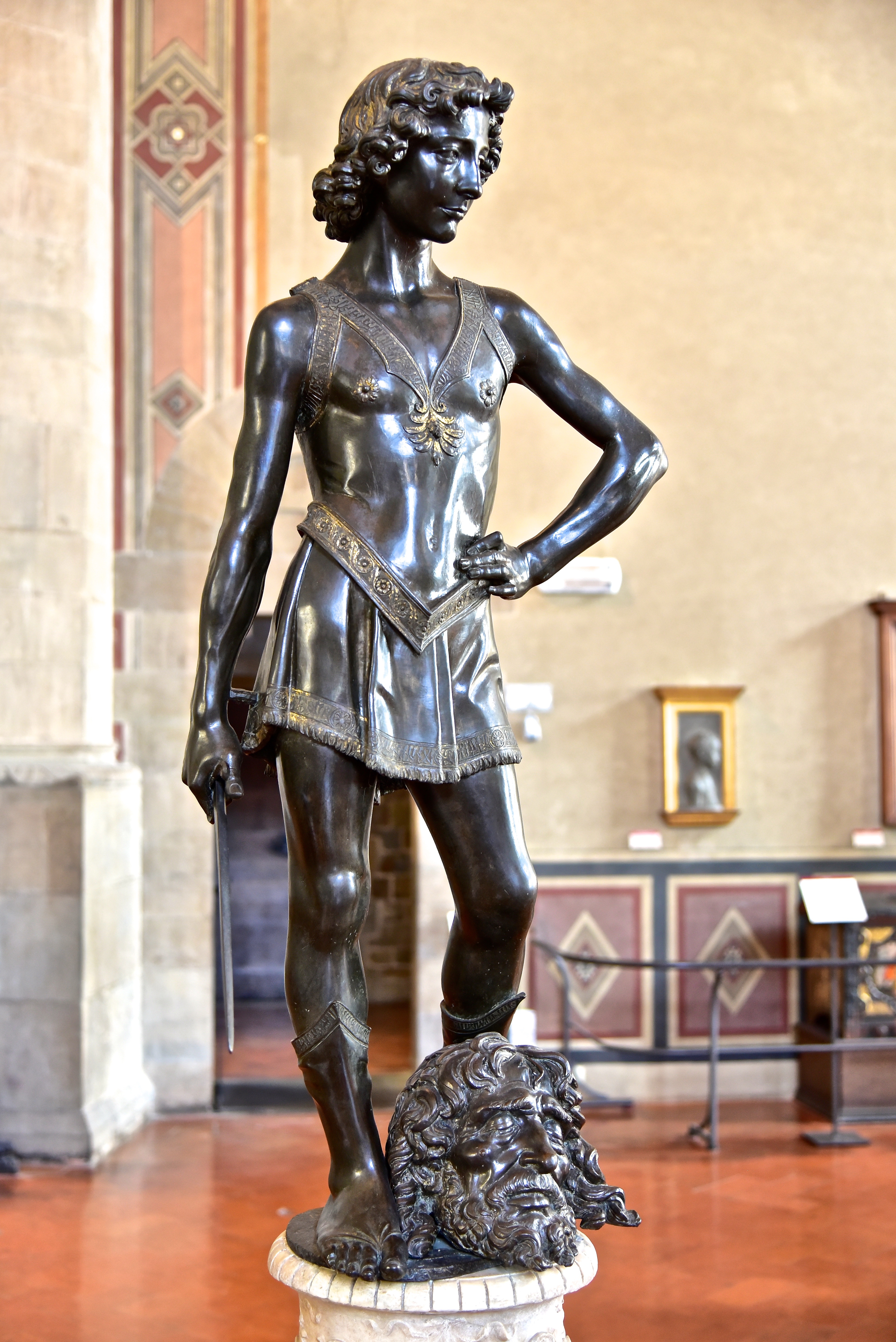
Давид. 1473—1476. Бронза. Барджелло, Флоренция
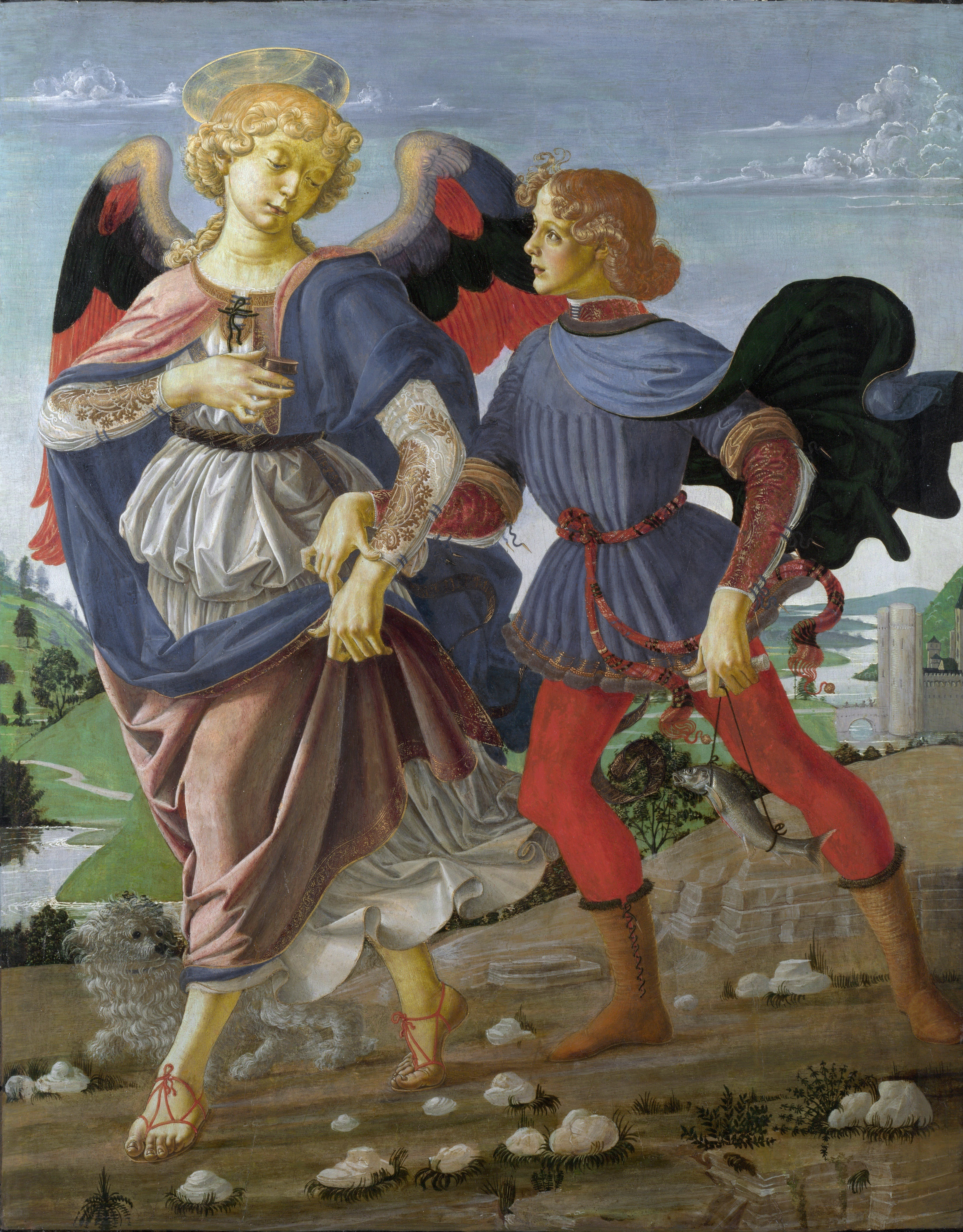
Товий и ангел. Между 1470 и 1475. Дерево, темпера. Национальная галерея, Лондон
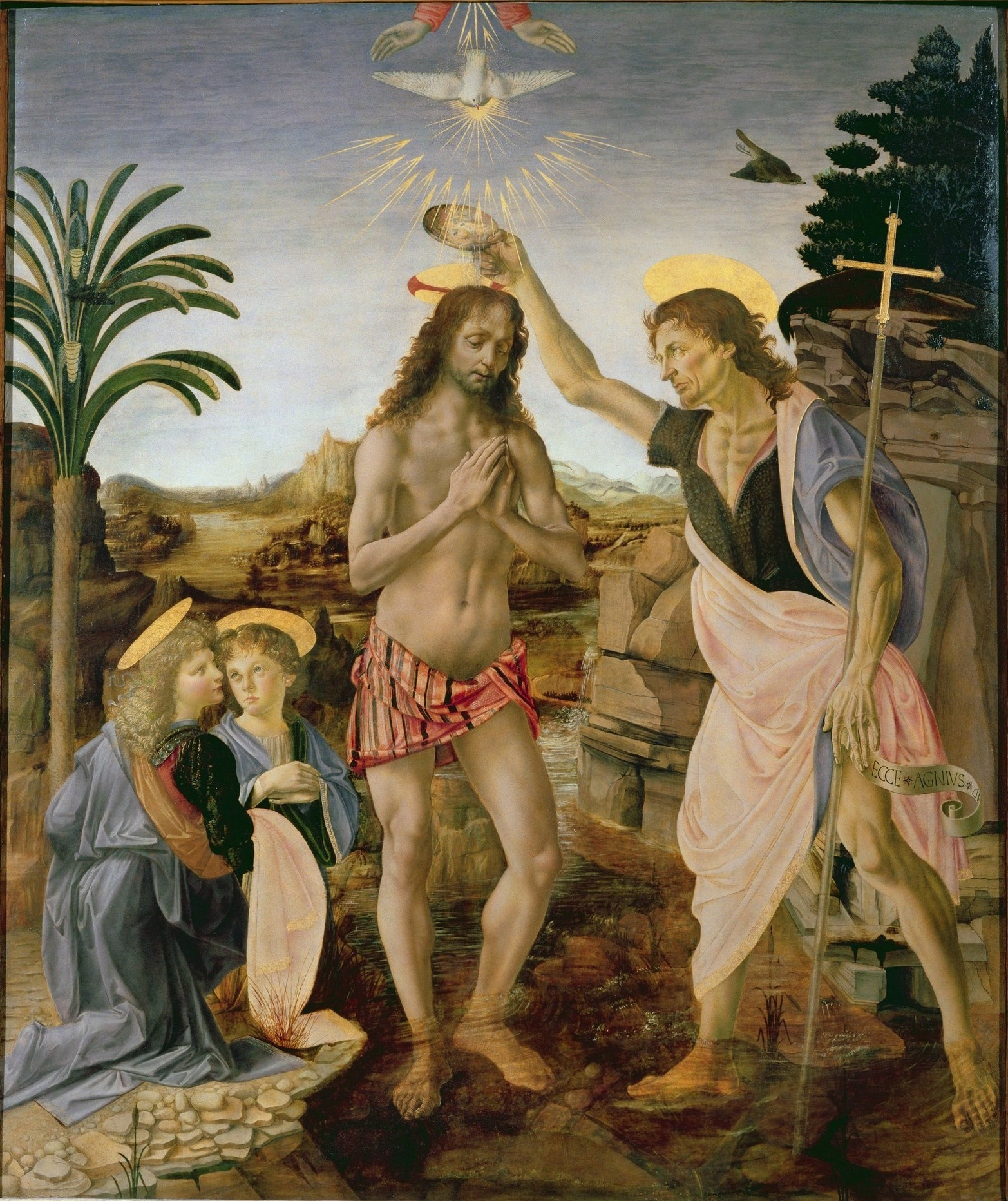
Крещение Христа. Ок. 1475. Дерево, масло. Галерея Уффици, Флоренция
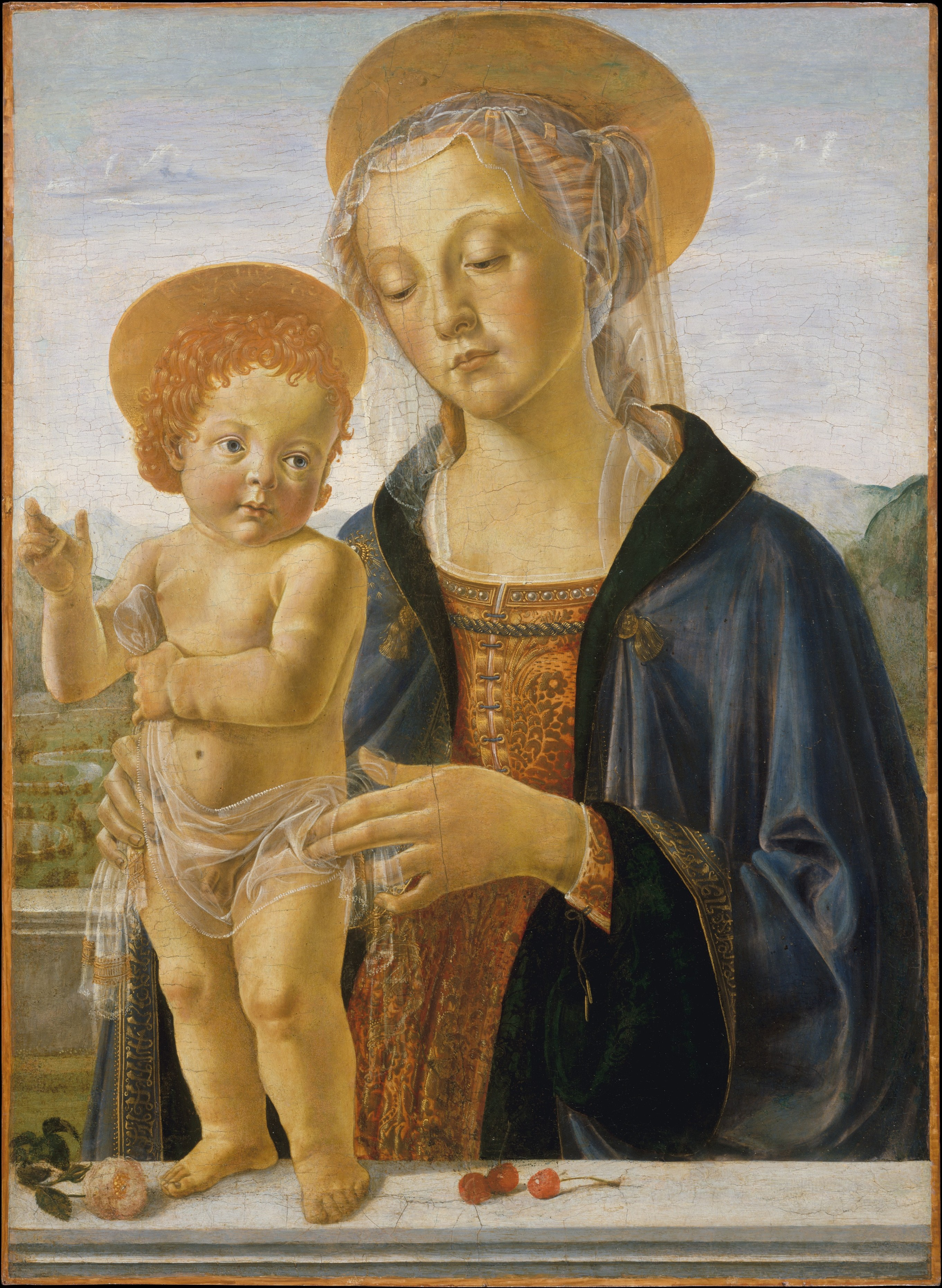
Мадонна с Младенцем. 1470. Дерево, темпера, золочение. Метрополитен-музей, Нью-Йорк
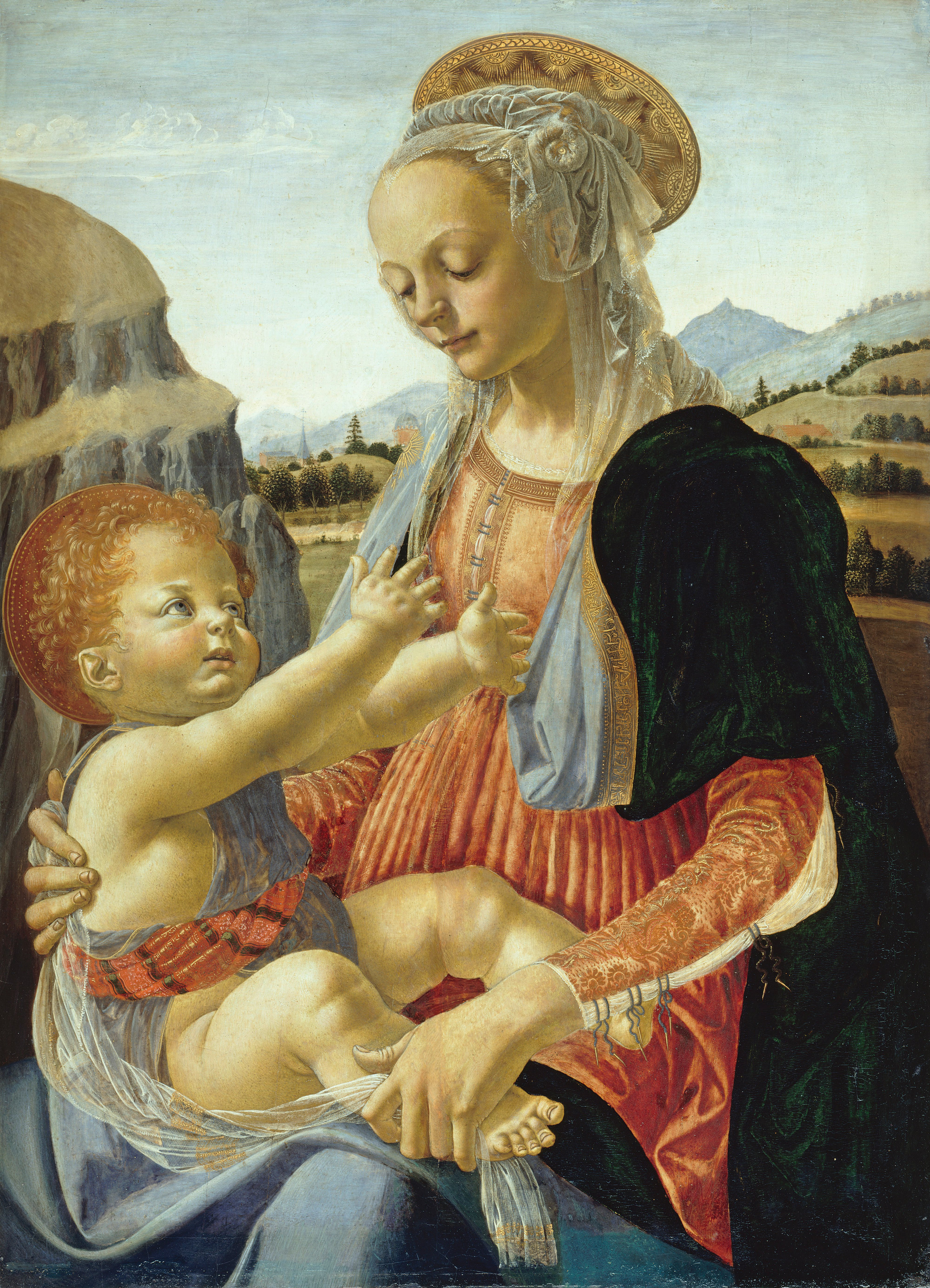
Мадонна с Младенцем. Ок. 1470. Дерево, темпера, масло. Берлинская картинная галерея
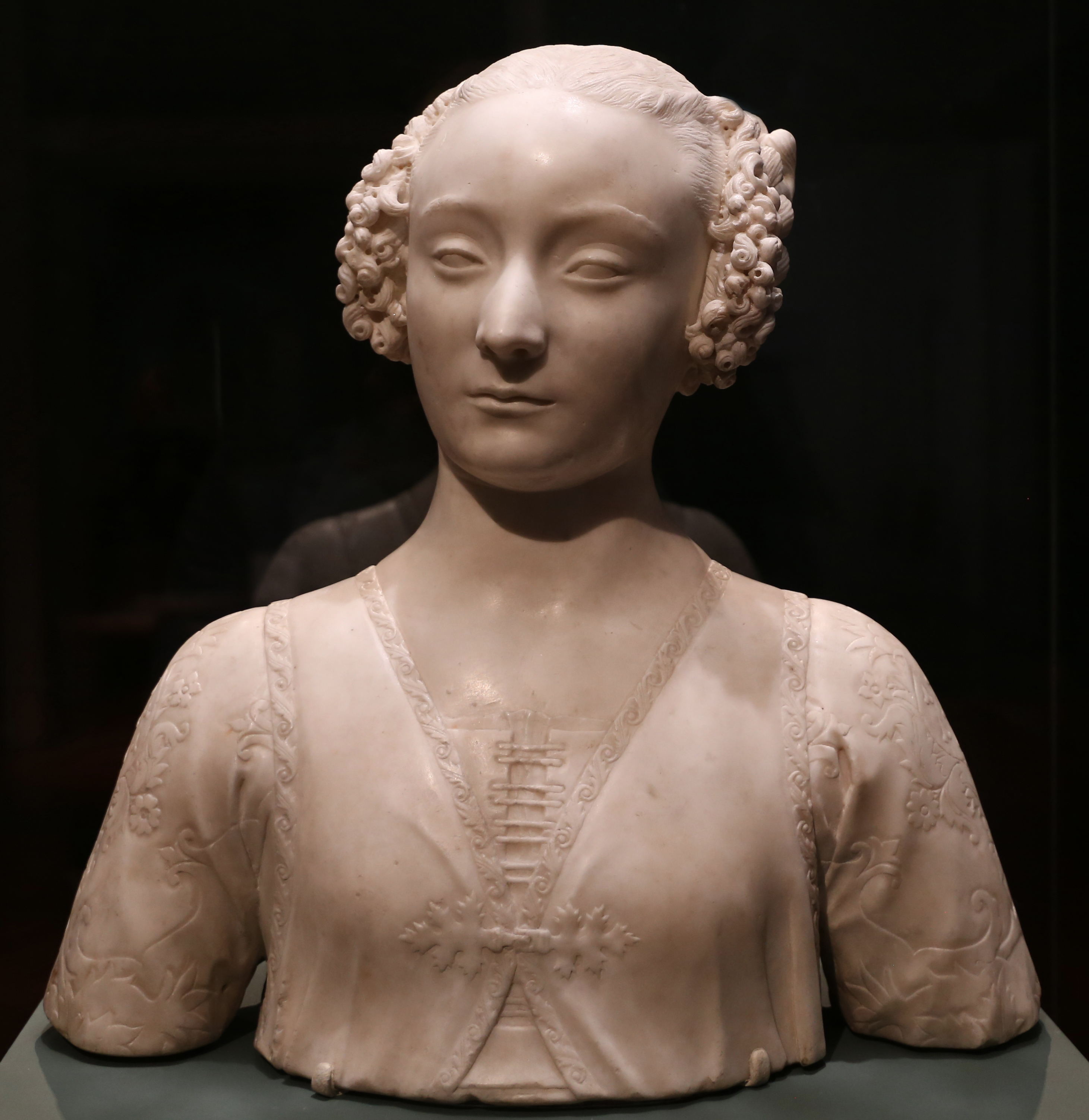
Бюст молодой женщины. Ок. 1465. Мрамор. Коллекция Фрика, Нью-Йорк
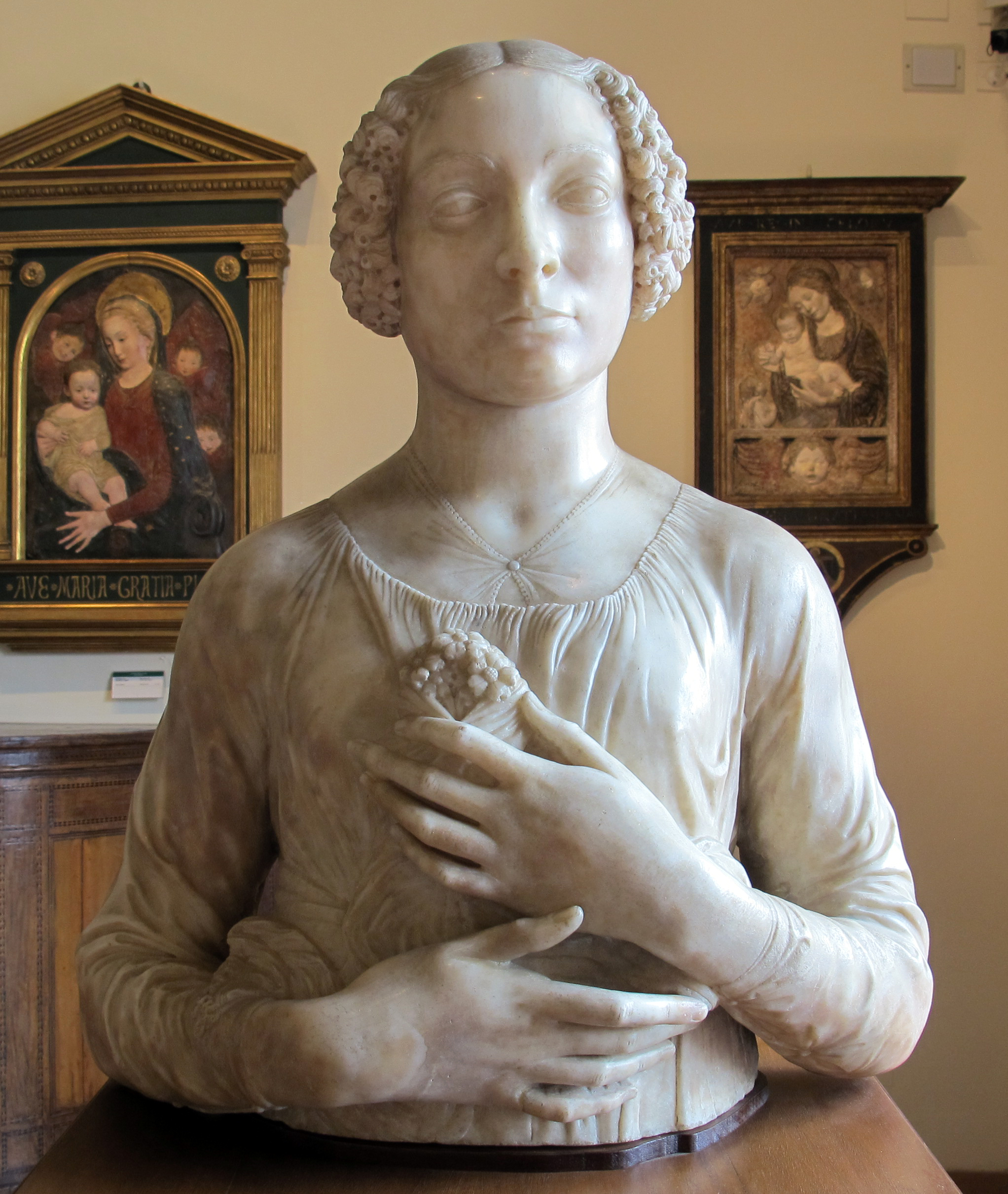
Портрет женщины с букетом цветов. Между 1475 и 1480. Мрамор. Музей Барджелло, Флоренция
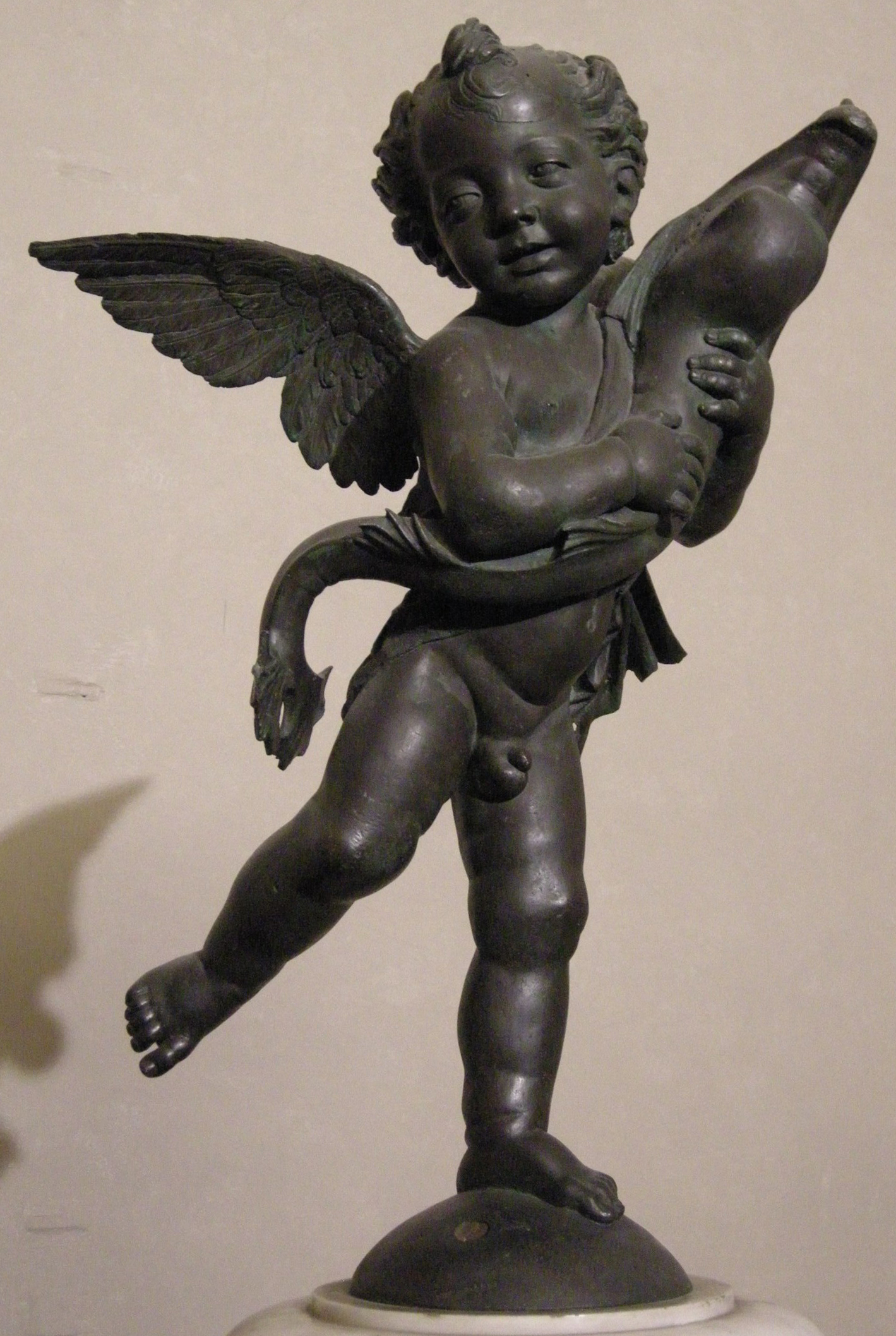
Путто с дельфином. 1470. Бронза. Палаццо Веккьо, Флоренция
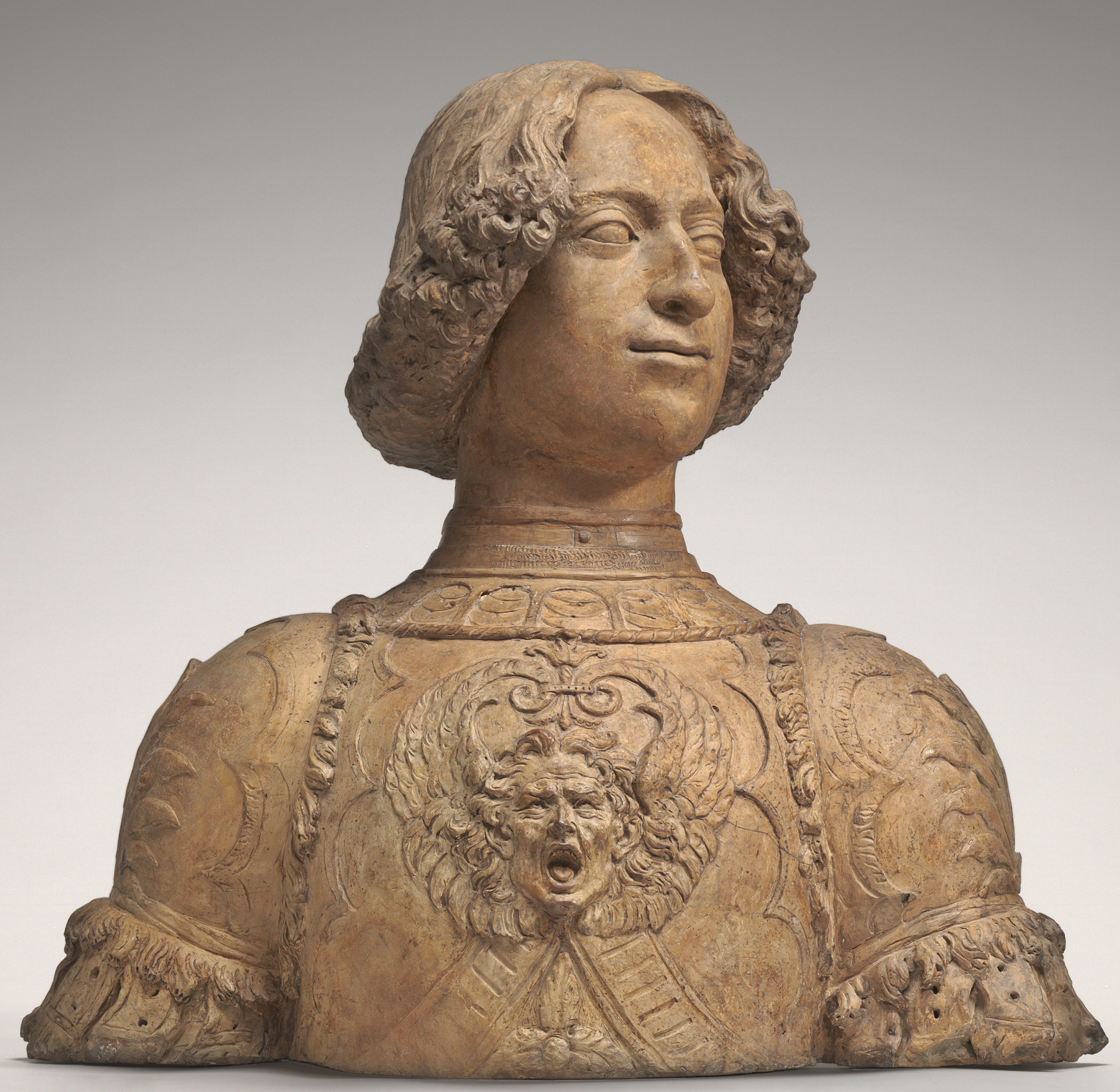
Бюст Джулиано Медичи. Между 1475 и 1478. Терракота. Национальная галерея искусства, Вашингтон
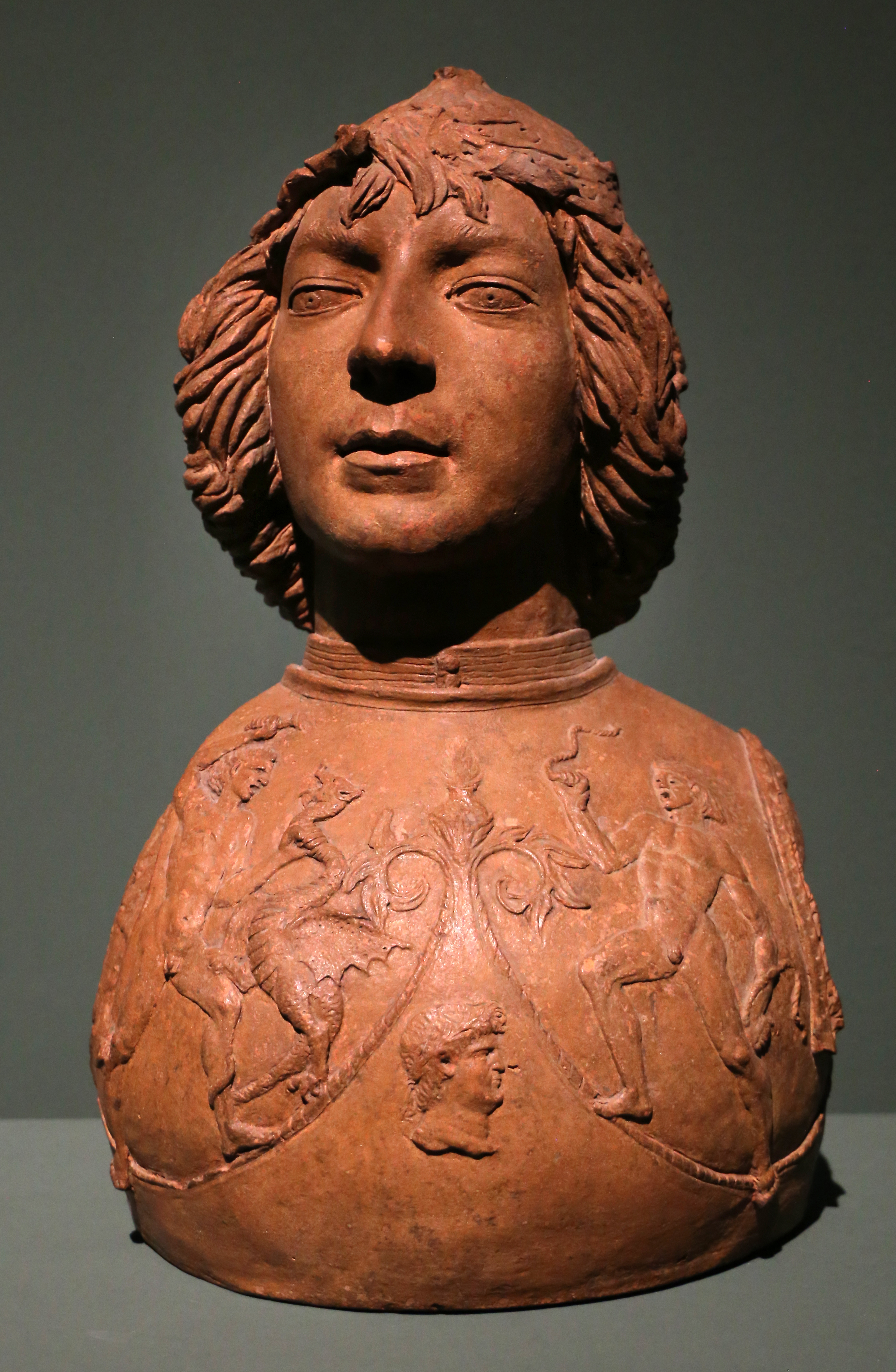
Бюст Джулиано ди Пьеро Медичи. Ок. 1475. Терракота. Национальная галерея искусства, Вашингтон
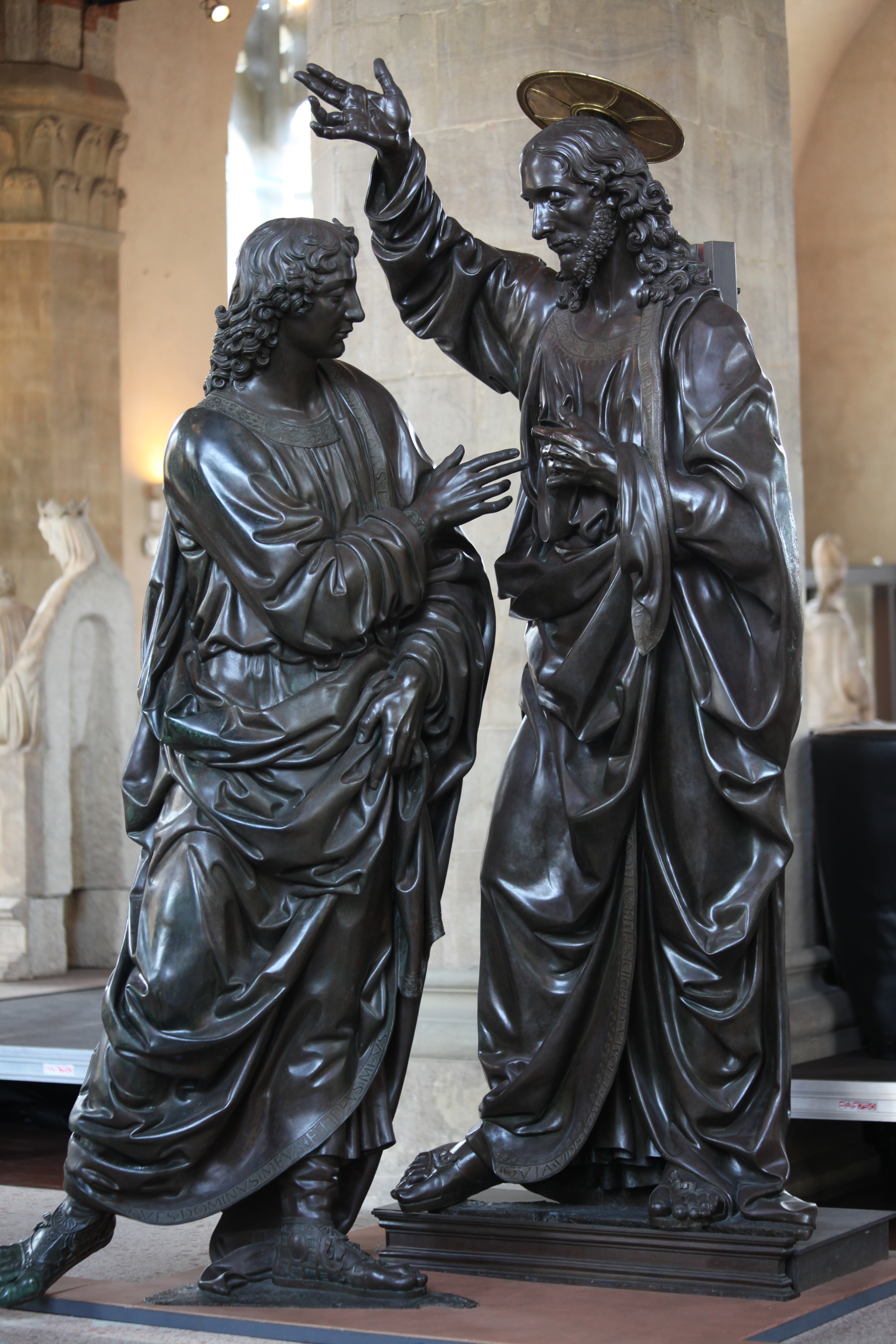
Христос и святой Фома. 1467—1483. Бронза. Скульптурная группа для церкви Орсанмикеле. Музей Барджелло, Флоренция
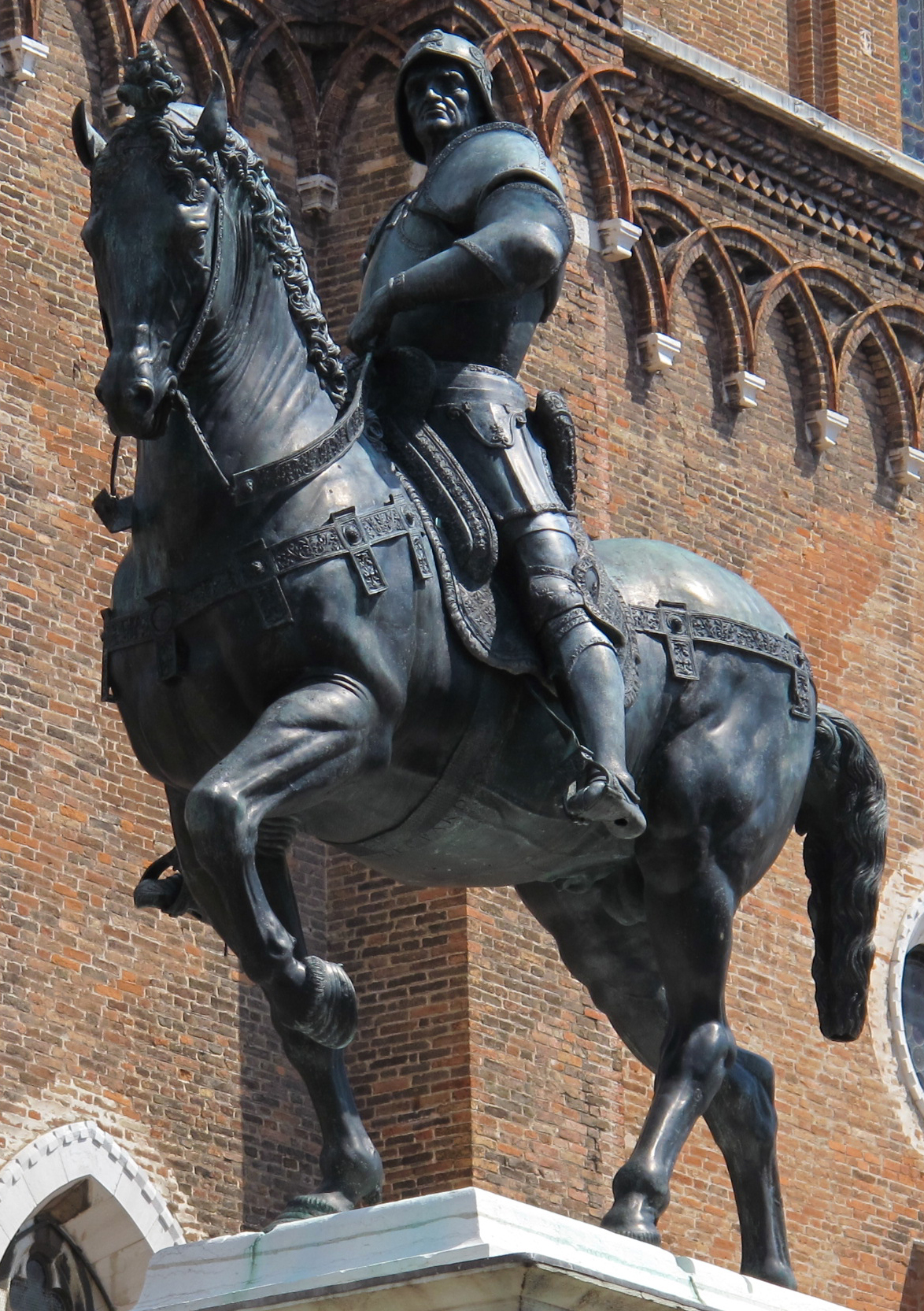
Памятник Бартоломео Коллеони. 1479—1496. Площадь Санти-Джованни-э-Паоло, Венеция